# Sajida Mubarak Atrous al-Rishawi
Sajida Mubarak Atrous al-Rishawi hay Sajida al-Rishawi (tiếng Ả Rập: ساجدة الريشاوي sinh năm 1970) là một nữ tù nhân bị tuyên án tử hình hiện đang bị giam giữ tại Jordan. Bà bị cáo buộc cùng chồng đã cố gắng đánh bom tự sát làm nhiều người thiệt mạng vào tháng 9, năm 2005 tại một khách sạn ở Jordan. Trong vụ đánh bom liều chết đó, bà sống sót vì đai chất nổ quấn quanh người không phát nổ, còn chất nổ của chồng bà đã kích hoạt thành công và làm nhiều người thiệt mạng. Tổ chức al-Qaeda ở Iraq đã nhận trách nhiệm về vụ đánh bom vào khách sạn có nhiều người Israel và du khách phương Tây ở Jordan do bà và chồng thực hiện 
Sajida al-Rishawi và chồng là Ali Hussein Ali al-Shamari mang quốc tịch Iraq. Theo lời thú nhận của bà, hai vợ chồng bà vào Jordan khoảng 5 ngày trước khi vụ đánh bom bằng hộ chiếu giả. Họ bước vào khách sạn Amman Radisson khiêu vũ trong một đám cưới. Khi bà gặp rắc rối với việc cho nổ vành đai thuốc nổ để tự tử thì chồng bà đã đẩy bà ra khỏi phòng, sau đó ông ta cho nổ một quả bom làm chết 38 người..
Bà đã bị bắt tại Jordan, sau đó bà đã thú nhận việc làm của mình trước chính quyền trên truyền hình quốc gia nước này. Bà cũng thú nhận đã quay phim với một thiết bị đánh bom tự sát xung quanh người và một ngòi nổ trong tay cho thấy rằng các thiết bị không phát nổ.
Bà đã bị kết án tử hình bằng cách treo cổ do tòa án quân sự Jordan tuyên vào ngày 21 tháng 9 năm 2006.
Al-Rishawi được cho là em gái của một cựu trợ lý thân cận của cựu lãnh đạo Abu Musab al-Zarqawi của al-Qaida ở Iraq.
Ngày 24 tháng 1 năm 2015, tổ chức IS tuyên bố đòi đổi bà với con tin Nhật Bản Kenji Goto cho Sajida al-Rishawi hiện đang bị IS giam giữ.